# Hörn, Dalarna
Hörn är en sjö i Älvdalens kommun i Dalarna och ingår i Dalälvens huvudavrinningsområde. Sjön har en area på 0,0934 kvadratkilometer och ligger 488,4 meter över havet. Sjön avvattnas av vattendraget Horrmundsvallen (Björnån).

## Delavrinningsområde
Hörn ingår i det delavrinningsområde (682975-136137) som SMHI kallar för Inloppet i Gljosi. Medelhöjden är 503 meter över havet och ytan är 13,9 kvadratkilometer. Räknas de 4 avrinningsområdena uppströms in blir den ackumulerade arean 38,87 kvadratkilometer. Horrmundsvallen (Björnån) som avvattnar avrinningsområdet har biflödesordning 3, vilket innebär att vattnet flödar genom totalt 3 vattendrag innan det når havet efter 509 kilometer. Avrinningsområdet består mestadels av skog (62 procent) och sankmarker (29 procent). Avrinningsområdet har 0,27 kvadratkilometer vattenytor vilket ger det en sjöprocent på 1,9 procent.